# Yoon Yoo-sun
Yoon Yoo-sun (윤유선?, 尹宥善?, Yun YuseonLR, Yun YusŏnMR; Seul, 17 gennaio 1969) è un'attrice sudcoreana. Ha iniziato a recitare a sei anni, diventando una star durante l'adolescenza e passando poi a interpretare ruoli materni a partire dagli anni 2000.

## Filmografia

### Cinema
- Mubangbi dosi (무방비 도시?), regia di Lee Sang-gi (2008)
- Gunghap (궁합?), regia di Hong Chang-pyo (2018)
- Christmas Carol (크리스마스 캐럴?), regia di Kim Sung-soo (2022)

### Televisione
- Gung (궁?) – serie TV (2006)
- Bom-ui waltz (봄의 왈츠?) – serie TV (2006)
- Nuna (누나?) – serie TV (2006-2007)
- Air City (에어시티?) – serie TV (2007)
- Wanggwa na (왕과 나?) – serie TV (2007-2008)
- Bulhandang (불한당?) – serie TV (2008)
- Dor-a-on Iljimae (돌아온 일지매?) – serie TV (2009)
- Seondeok yeo-wang (선덕여왕?) – serie TV (2009)
- Nae yeojachin-guneun gumiho (내 여자친구는 구미호?) – serie TV (2010)
- Maerineun oebakjung (매리는 외박중?) – serie TV (2010)
- High kick! - Jjarb-eun dari-ui yeokseup (하이킥! - 짧은 다리의 역습?) – serie TV (2011-2012)
- Guam Heo Jun (구암 허준?) – serie TV (2013)
- Jang Ok-jeong, sarang-e salda (장옥정, 사랑에 살다?) – serie TV (2013)
- Good Doctor (굿 닥터?) – serie TV (2013)
- Cham joh-eun sijeol (참 좋은 시절?) – serie TV (2014)
- Producer (프로듀사?) – serie TV (2015)
- Geunyeoneun yeppeotda (그녀는 예뻤다?) – serie TV (2015)
- Yungnyong-i nareusya (육룡이 나르샤?) – serie TV (2015-2016)
- Shopping wang Louie (쇼핑왕 루이?) – serie TV (2016)
- Okjunghwa (옥중화?) – serie TV (2016)
- Yeokdo-yojeong Kim Bok-ju (역도요정 김복주?) – serie TV (2016-2017)
- Save Me (구해줘?) – serie TV (2017)
- Geunyang saranghaneun sa-i (그냥 사랑하는 사이?) – serie TV (2017-2018)
- Nok-du jeon (녹두전?) – serie TV (2019)
- Abyss (?) – serie TV (2019)
- Tomorrow (내일?) – serie TV (2022)
- Avvocata Woo (이상한 변호사 우영우?) – serie TV (2022)
- The Interest of Love (사랑의 이해?) – serie TV (2022-2023)
- I segugi (사냥개들?) – serie TV (2023)